# Marianne Jahn
Marianne Jahn, avstrijska alpska smučarka, * 14. december 1942, Zürs, Avstrija, † 30. julij 2025, Balzers, Lihtenštajn.
Svoj največji uspeh je dosegla na Svetovnem prvenstvu 1962, ko je postala svetovna prvakinja v slalomu in veleslalomu ter podprvakinja v kombinaciji. Nastopila je na dveh olimpijskih igrah v letih 1960 in 1964, toda edino uvrstitev je dosegla s 13. mestom v veleslalomu.